# Toni Herrero
Antonio Herrero Oliva (Buñol, 12 de mayo de 2001) es un futbolista español que juega como lateral izquierdo en el CE Sabadell de la Primera División RFEF.

## Trayectoria
Formado en la cantera del Levante UD, debuta con el filial al partir como titular el 8 de septiembre de 2018 en un empate por 2-2 frente a la UE Olot en la Segunda División B. El 4 de octubre de 2019 se oficializa su renovación con el club hasta 2023. Tras consolidarse con el filial, asciende al primer equipo para la temporada 2022-23 en la Segunda División.
El 30 de julio de 2022 se oficializa su cesión a la SD Amorebieta de la Primera Federación.
El 14 de agosto de 2023, tras finalizar su contrato con el Levante UD, firma por el CE Sabadell de la Primera División RFEF.

## Clubes
Actualizado al último partido disputado el 22 de enero de 2023.
| Club                   | País   | Año         | Partidos | Goles |
| ---------------------- | ------ | ----------- | -------- | ----- |
| Atlético Levante UD    | España | 2018-2022   | 70       | 3     |
| Levante UD             | España | 2022-2023   | 0        | 0     |
| SD Amorebieta (cedido) | España | 2022-2023   | 13       | 1     |
| CE Sabadell            | España | 2023 - act. |          |       |